# Unendlicher Abstieg
Das Prinzip des unendlichen Abstiegs ist ein spezielles mathematisches Beweisverfahren, das auf dem Prinzip des Widerspruchsbeweises basiert. Hierbei wird ausgenutzt, dass es in der Menge der natürlichen Zahlen keine unendliche Folge kleiner werdender Zahlen geben kann, was gleichbedeutend dazu ist, dass jede nichtleere Menge natürlicher Zahlen ein kleinstes Element besitzt (Wohlordnungsprinzip).

## Ursprung
Die Methode des unendlichen Abstiegs wurde im 17. Jahrhundert von Pierre de Fermat entwickelt. Er nutzte das Prinzip, um einige seiner mathematischen Ergebnisse zu beweisen. Unter anderem wurde der Spezialfall {\displaystyle n=4} von Fermats großem Satz von Fermat mit dieser Methode bewiesen. Der Fall {\displaystyle n=4} ist eng verwandt mit der Frage, ob es Pythagoräische Tripel gibt, bei denen der Flächeninhalt des rechtwinkligen Dreiecks mit den Zahlen des Tripels als Seitenlängen ein ganzzahliges Quadrat ist, siehe Kongruente Zahl#Satz von Fermat.
Das Verfahren war schon im alten Griechenland bekannt (siehe den Beweis der Irrationalität der Quadratwurzel von 2, der den Pythagoräern zugeschrieben wird), und Beispiele finden sich in den Elementen von Euklid. Die Methode wurde in der Theorie diophantischer Gleichungen im 20. Jahrhundert wieder aufgegriffen (zum Beispiel Satz von Mordell-Weil).

## Allgemeines Vorgehen
Die Aufgabe besteht darin, zu beweisen, dass ein gegebenes mathematisches Problem keine Lösung in den natürlichen Zahlen besitzt. Der Beweis startet nun mit der Annahme der Existenz einer Lösung. Aus dieser Lösung konstruiert man mit Hilfe der Eigenschaften der natürlichen Zahlen und der Problemstellung eine noch kleinere Lösung. Diesen Prozess kann man wiederholen, indem man nun von der gerade gefundenen kleineren Lösung ausgeht, und so erhält man immer kleinere Lösungen in den natürlichen Zahlen. Man kommt also zu einer unendlichen, absteigenden Folge natürlicher Zahlen, die es aber nicht geben kann, denn unterhalb einer natürlichen Zahl liegen nur endlich viele weitere. Dieser Widerspruch zeigt, dass von einer falschen Annahme ausgegangen wurde. Die einzige getroffene Annahme aber war die Existenz einer Lösung. Dies ist somit die einzig mögliche Fehlerquelle. Folglich existiert keine Lösung für dieses Problem.

## Vergleich mit dem Induktionsprinzip
Das Beweisprinzip der vollständigen Induktion ist äquivalent zu der Aussage, dass jede nichtleere Menge natürlicher Zahlen ein kleinstes Element besitzt. Diese Aussage, die auch als der Satz vom kleinsten Element bezeichnet wird, ist äquivalent zu der Aussage, dass es keine unendlichen Folgen kleiner werdender natürlicher Zahlen geben kann:
Wenn es keine unendlichen, absteigenden Folgen in den natürlichen Zahlen gibt, dann hat jede nichtleere Teilmenge ein kleinstes Element. Hätte man nämlich eine nichtleere Teilmenge ohne kleinstes Element, so könnte man zu jedem Element dieser Teilmenge ein noch kleineres finden und so eine unendliche, absteigende Folge konstruieren.
Wenn umgekehrt jede nichtleere Menge natürlicher Zahlen ein kleinstes Element besitzt, so kann es keine unendliche, absteigende Folge natürlicher Zahlen geben, denn die Menge der Folgenglieder einer solchen Folge könnte kein kleinstes Element haben.
Daher beruht das Prinzip des unendlichen Abstiegs ebenfalls auf der Tatsache, dass jede nichtleere Menge der natürlichen Zahlen ein kleinstes Element hat.

## Beispiel Irrationalität Quadratwurzel
Zu zeigen: Die Wurzel aus 2 ist irrational.
Beweis: Wir nehmen an, die Wurzel aus 2 sei rational.
Rationale Zahlen lassen sich als Bruch zweier natürlicher Zahlen {\displaystyle p,q} schreiben
{\displaystyle {\sqrt {2}}={\frac {p}{q}}}
{\displaystyle 2={\frac {p^{2}}{q^{2}}}}
{\displaystyle 2q^{2}=p^{2}}.
Das heißt, 2 teilt {\displaystyle p^{2}} und folglich nach dem Lemma von Euklid auch {\displaystyle p}. Mit einem natürlichen {\displaystyle r} gilt
{\displaystyle p=2r}.
Wir können nun folgende Gleichung aufstellen
{\displaystyle 2q^{2}=4r^{2}}
{\displaystyle q^{2}=2r^{2}}.
Damit teilt 2 auch {\displaystyle q^{2}} und {\displaystyle q}.
{\displaystyle q=2s}
Insgesamt ergibt sich
{\displaystyle {\sqrt {2}}={\frac {2r}{2s}}={\frac {r}{s}}}.
Aus den obigen Darstellungen von {\displaystyle p} und {\displaystyle q} können wir ablesen
{\displaystyle s={\frac {q}{2}}\Rightarrow s<q}
{\displaystyle r={\frac {p}{2}}\Rightarrow r<p},
was bedeuten würde, dass es für beliebige {\displaystyle p,q} noch kleinere {\displaystyle r,s} gibt, die die Wurzel aus 2 als Bruch darstellen.
Damit haben wir den Beginn eines unendlichen Abstiegs und die Irrationalität von {\displaystyle {\sqrt {2}}} ist mit der Widerlegung des Gegenteils bewiesen.

## Beispiel Beweis der Unlösbarkeit der Fermatgleichung für die Potenz 4
Es soll die Nichtexistenz einer ganzzahligen Lösung von {\displaystyle a^{4}+b^{4}=c^{4}} bewiesen werden. Statt des Falls {\displaystyle n=4} der Fermatgleichung wird die etwas allgemeinere Gleichung {\displaystyle x^{4}+y^{4}=z^{2}} behandelt.
Angenommen es gäbe ganzzahlige teilerfremde {\displaystyle x,y,z} als Lösung von {\displaystyle x^{4}+y^{4}=z^{2}}.  Die Gleichung hat als Lösung das Pythagoreische Tripel
{\displaystyle y^{2}=2pq}
{\displaystyle x^{2}=p^{2}-q^{2}}
{\displaystyle z=p^{2}+q^{2}}
wobei p, q teilerfremd sind. Da {\displaystyle 2pq} ein Quadrat ist, ist entweder p oder q gerade (und aus Betrachtung aller möglichen Fälle der zweiten Gleichung {\displaystyle x^{2}=p^{2}-q^{2}} modulo 4 folgt, dass q gerade ist). Außerdem hat man ein neues Pythagoreisches Tripel zur zweiten Gleichung {\displaystyle x^{2}+q^{2}=p^{2}}, nämlich
{\displaystyle x=r^{2}-s^{2}}
{\displaystyle q=2rs}
{\displaystyle p=r^{2}+s^{2}}.
mit teilerfremden r, s. Da {\displaystyle 2pq} ein Quadrat ist, gilt {\displaystyle q=2u^{2}} und {\displaystyle p=v^{2}}. Da {\displaystyle q=2u^{2}=2rs} gilt {\displaystyle r=g^{2}} und {\displaystyle s=h^{2}}. Eingesetzt in {\displaystyle p=r^{2}+s^{2}} mit {\displaystyle p=v^{2}} ergibt {\displaystyle v^{2}=g^{4}+h^{4}}. Da v kleiner als z ist, haben wir den Anfang eines unendlichen Abstiegs.
Die Lösung für n=4 wurde von Fermat (veröffentlicht von Bernard Frénicle de Bessy 1676) und später von Leonhard Euler (veröffentlicht 1738) gegeben, von Fermat selbst aber nicht publiziert. Die einzige erhaltene Lösung (in einer Randnotiz zu seiner Ausgabe von Diophants Buch) eines diophantischen Problems von Fermat behandelt ein eng verwandtes Problem, die diophantische Gleichung {\displaystyle x^{4}-y^{4}=z^{2}} und er zeigte mit der Methode des unendlichen Abstiegs, dass es keine Lösung gibt. Auf diese Gleichung kommt man, wenn man eine Lösung für das Problem sucht, ob ein rechtwinkliges Dreieck mit ganzzahligen Seiten einen Flächeninhalt besitzt, der eine ganze Quadratzahl ist. Die Seitenlängen des Dreiecks bilden ein Pythagoreisches Tripel {\displaystyle (x^{2}-y^{2},2xy,x^{2}+y^{2})}, mit x, y teilerfremd. Der Flächeninhalt ist {\displaystyle {\frac {1}{2}}2xy(x^{2}-y^{2})=xy(x^{2}-y^{2})} und soll gleich {\displaystyle z^{2}} sein. Dazu muss jeder der Faktoren {\displaystyle x}, {\displaystyle y}, {\displaystyle x^{2}-y^{2}} ein Quadrat sein {\displaystyle x=a^{2}}, {\displaystyle y=b^{2}} und {\displaystyle x^{2}-y^{2}=a^{4}-b^{4}=z^{2}}. Die Unlösbarkeit lässt sich analog der Fermatgleichung für n=4 durch unendlichen Abstieg zeigen.
Fermat beschrieb die Methode in einem Brief an Christian Huygens (über Pierre de Carcavi), wobei er anmerkte, dass er sie zuerst darauf anwandte zu zeigen, dass ein Problem keine Lösung besitzt (wie dass es keine Pythagoreisches Tripel gibt, deren zugehöriges Dreieck einen Flächeninhalt hat, der ganzzahlig und ein Quadrat ist), dann aber auch auf das viel schwierigere Problem zu zeigen, dass eine Lösung existiert (wie dass 4n+1 Summe zweier Quadrate ist).
Euler bewies (wie er 1753 brieflich mitteilte und später veröffentlichte) auch die Unlösbarkeit der Fermatgleichung für n=3 mit unendlichem Abstieg, der Beweis war aber erheblich schwieriger.